# 雷电火山口

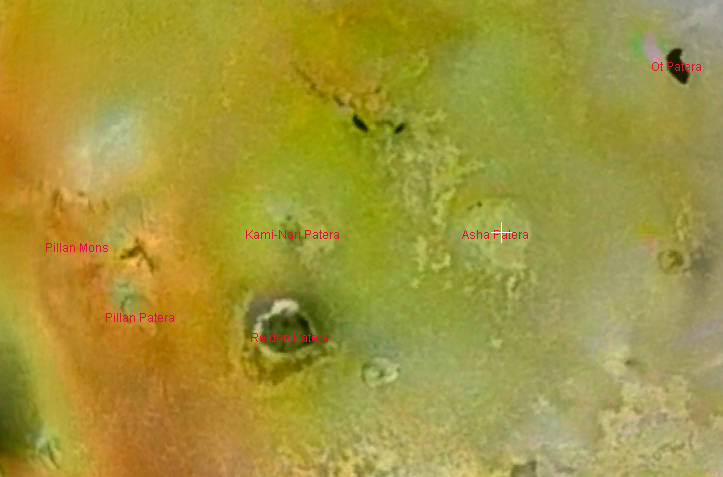
雷电火山口，美国宇航局世界风截图，点击放大。

雷电火山口（Reiden Patera）是木卫一上的一处火山地貌，它首先由伽利略号探测器固态成像团队在探测器环木首圈飞行时所发现，最初检测为一个热点。曾经有人认为，那里的活动已停止或减弱，低于探测器固态成像仪或近红外测图光谱仪的极限 然而，在2002年注意到，自伽利略探测器第24圈轨道运行以来，雷电火山口已变暗了许多，它一直在喷出鲜红的火山碎屑沉积物 。该火山口位于南纬13.4度、西经235.45度，直径70公里，被用日本雷神这名命名（目前的英语命名法是“Raijin”）。 在它的东侧可看到巨大的阿沙火山口，而北面则是略小的神鸣火山口。